# Hydroperoxyl
Hydroperoxylový radikál, často označovaný jen jako hydroperoxyl, je vysoce reaktivní radikál složený z dvou atomů kyslíku a jednoho atomu vodíku se souhrnným chemickým vzorcem HO2. V chemii se obvykle označuje jako HO2• – znak bullet zde jako u jiných radikálů označuje nepárový elektron.
Tento radikál má velký význam v atmosférické chemii (např. při destrukci ozonu) a v molekulární biologii, kde ovlivňuje např. reakce na lipidové dvouvrstvě.

## Vlastnosti a reakce
Hydroperoxylový radikál neexistuje v čisté formě, ale pouze v plynném prostředí (v přírodě v atmosféře) a v roztocích (obecně v elektrolytech).
Ve vodném roztoku je hydroperoxylový radikál v rovnováze se svou konjugovanou zásadou, superoxidovým aniontem:
O2− + H2O ⇌ HO2• + OH−
Disociační konstanta pKa hydroperoxylového radikálu má hodnotu 4,88, a proto je rovnováha této reakce posunuta výrazně vlevo: v roztoku se vyskytuje 99,7 % aniontů O2− a jen 0,3 % nedisociovaného HO2• .

## Působení v atmosféře
Hydroperoxylový radikál je díky své vysoké reaktivitě jednou z významných látek v chemii atmosféry, kde se vyskytuje od troposféry až po vrchní část stratosféry a v omezené míře ještě výše.
Funguje zde jako jeden z meziproduktů chemických reakcí a celých cyklů.

### Vznik hydroperoxylu
Hydroperoxylový radikál může v atmosféře vznikat několika způsoby. Prvním z nich je reakce hydroxylového radikálu s ozonem.
Hydroxylový radikál se vytváří reakcí vodní páry s atomárním kyslíkem (který v atmosféře vzniká např. fotolýzou kyslíku ultrafialovým zářením):
H2O + O• → 2HO•
V dalším kroku hydroxylový radikál reaguje s ozonem
HO• + O3 → HO2• + O2
Druhým, obvykle méně významným zdrojem je reakce s produkty fotolýzy aldehydů. Příkladem může být reakce formaldehydu, nejjednoduššího aldehydu (hν zde značí působení světla, v tomto případě ultrafialového záření s vlnovou délkou pod 350 nm).
HCOH + hν → H• + HCO•
Oba produkty reagují s kyslíkem za vzniku hydroperoxylového radikálu:
H• + O2 → HO2•
HCO• + O2 → CO + HO2•
Tato reakce mají význam v troposféře, protože aldehydy do stratosféry prakticky nepronikají.
Další reakcí je oxidace oxidu uhelnatého CO hydroxylovým radikálem
CO + HO• + O2 → CO2 + HO2•
Vzniká také jako meziprodukt při oxidaci alkanů. Příkladem jsou reakce methanu CH4 – nejjednoduššího alkanu: methan se postupně oxiduje až na methoxylový radikál CH3O•, který další oxidací kyslíkem reaguje na formaldehyd HCHO a hydroperoxylový radikál:
CH3O• + O2 → HCHO + HO2•

### Reakce
V troposféře i ve stratosféře reaguje hydroperoxylový radikál s oxidem dusnatým NO (který se do ovzduší dostává především při spalování v elektrárnách, domácnostech i ve spalovacích motorech):
NO + HO2• → NO2 + HO•
Tato reakce v troposféře vytváří oxid dusičitý NO2, který je nebezpečný pro lidský organismus i pro životní prostředí. V stratosféře však tento proces odebírá z prostředí oxid dusnatý, který by jinak reagoval s ozonem O3 podle rovnice
NO + O3 → NO2 + O2
a snižoval tak jeho množství v ozonové vrstvě.
V nižší stratosféře a v troposféře reaguje hydroperoxylový radikál přímo s ozonem za vzniku kyslíku a hydroxylového radikálu HO•:
HO2• + O3 → HO• + 2O2
V troposféře je tato reakce jedním ze dvou nejdůležitějších procesů, který snižuje koncentraci škodlivého troposférického ozonu.
Za určitých okolností – především v atmosféře s nízkou koncentrací oxidů dusíku – mohou hydroperoxylové radikály reagovat s hydroxylovým radikálem HO• za vzniku vodní páry a kyslíku
HO2• + HO• → H2O + O2
nebo se slučovat navzájem
2HO2• → H2O2 + O2
kdy vzniká plynný peroxid vodíku H2O2.